# Júlia Lucy
Júlia Lucy Marques Araújo (Patos de Minas, 21 de novembro de 1985) é uma servidora pública e política brasileira, Júlia Lucy. Em 2018, em sua primeira candidatura, foi eleita deputada distrital, integrando a sétima legislatura (2019/2022) da Câmara Legislativa do Distrito Federal (CLDF).
Na Casa, foi eleita Procuradora Especial da Mulher da Câmara Legislativa do DF para o biênio 2019/2020. É membro titular da Comissão de Economia, Orçamento e Finanças (CEOF) e da Comissão de Desenvolvimento Econômico Sustentável, Ciência e Tecnologia, Meio Ambiente e Turismo (CDESCTMAT), além de suplente nas Comissões de Fiscalização, Governança, Transparência e Controle (CFGTC) e Assuntos Sociais (CAS).
Integra os movimentos Eu Sou Livres, movimento político suprapartidário em defesa do liberalismo, e o RAPS (Rede de Ação Política pela Sustentabilidade), desde 2019. 
É autora da lei pioneira no país (Lei distrital nº 6.303/2019) que instituiu a aplicação de multa administrativa ao agressor das vítimas de violência doméstica definidas na Lei Maria da Penha e a lei que criou a Semana Maria da Penha nas Escolas (Lei nº 6.325/2019). 
A Lei que criou o primeiro ‘Sandbox' no Brasil também é de sua autoria (Lei distrital nº 6.653/2020), que instituiu no Distrito Federal a criação de Zonas de Desenvolvimento de Inovação e Tecnologia - "Regulatory Sandbox, para suspender temporariamente a incidência de normas para que empresas testem seus produtos e serviços sem amarras burocráticas, até que tenham suas inovações plenamente desenvolvidas.

## Biografia
Filha de Júlio Roberto de Araújo e Lucia Helena Marques Araújo, é mãe de Luisa. Formada em Ciência Política pela Universidade de Brasília, entrou para o serviço público aos 18 anos, como servidora da Polícia Federal (2004-2013); depois, assumiu o cargo de analista em ciência e tecnologia da Capes (2013-2014) e, atualmente, é servidora do Conselho Nacional de Justiça (desde 2014) licenciada para o mandato parlamentar. 
É especialista em Políticas Públicas e Gestão Governamental, com MBA em Gestão de Projetos, e coautora do livro ‘Candidato de Primeira Viagem’, com relatos pessoais e estímulo à participação da mulher na política.

## Carreira política
Em 2018 foi eleita deputada distrita com 7.665 votos.
É autora do projeto que criou o Selo Empresa Amiga da Primeira Infância, lançado pela Procuradoria Especial da Mulher da Câmara Legislativa do Distrito Federal, que premia anualmente empresas que tenham berçário, brinquedoteca, biblioteca ou creche no seu espaço, que flexibilizam horários para funcionários com filhos menores de seis anos e tenham programas de educação para gestantes, entre outros.  Após o NOVO inviabilizar a sua candidatura para as eleições de 2022, Júlia Lucy saiu do partido.

## Atividade parlamentar
Com atuação parlamentar voltada à fiscalização dos recursos públicos, ingressou na Justiça para barrar a licitação para troca de carros oficiais da Câmara Legislativa, em 2019. No mesmo ano, denunciou um sobrepreço na licitação para construção de um restaurante pela Casa. Em 2020, entrou com Mandado de Segurança no Tribunal de Justiça do DF para anular a votação que estendeu o plano de saúde para ex-deputados distritais.
É presidente das Frentes parlamentares em Defesa do Comércio Varejista, da Economia Criativa e da Primeira Infância.

## Leis
| EMPREENDEDORISMO E NEGÓCIOS                           | | |
| Lei Nº 7.231, de 25 de janeiro de 2023                | Altera a Lei nº 5.691, de 2 de agosto de 2016, que dispõe sobre a regulamentação da prestação do Serviço de Transporte Individual Privado de Passageiros Baseado em Tecnologia de Comunicação em Rede no Distrito Federal e dá outras providências, para garantir direitos aos motoristas do Serviço de Transporte Individual de Passageiros do Distrito Federal. | Alterou de 5 para 10 anos a idade dos veículos utilizados para transporte por aplicativo, sejam eles movidos a álcool, gasolina, energia elétrica ou híbridos. |
| Lei Nº 7.126, de 9 de maio de 2022                    | Revoga o art. 3º, § 1º, IV, da Lei nº 3.424, de 4 de agosto de 2004, que dispõe sobre os equipamentos eletrônicos de identificação ou vigilância instalados em estabelecimentos privados e dá outras providências. | Revogou a proibição de instalação de câmeras em elevadores. |
| Lei Complementar Nº 998 , de 11 de janeiro de 2022    | Dispõe sobre o uso e ocupação do solo no Comércio Local Sul – CLS, do Setor de Habitações Coletivas Sul, na região administrativa do Plano Piloto. | Alterou as regras de uso e ocupação da área pública da Asa Sul, conhecida como Puxadinho. Projeto de substitutivo apresentado no segundo turno.                |
| Lei Nº 7.123, de 26 de abril de 2022                  | Altera a Lei nº 6.266, de 29 de janeiro de 2019, que dispõe sobre a obrigatoriedade de os estabelecimentos comerciais utilizarem canudo e copo fabricados com produtos biodegradáveis na forma que menciona. | Revogou a obrigatoriedade de substituição de copos de plásticos por biodegradáveis e estendeu o prazo de substituição dos canudos.                             |
| Emenda à Lei Orgânica Nº 120, de 19 de agosto de 2021 | Acrescenta parágrafo único ao art. 173 da Lei Orgânica do Distrito Federal, suspendendo, durante o período de estado de sítio, a vedação de recebimento de benefícios assistenciais a quem estiver inscrito em dívida ativa. | Autorizou o pagamento de verbas, a titulo de auxílios, a cidadãos inscritos em dívida ativa, durante o período da pandemia.                                    |
| Lei Nº 6.879, de 28 de junho de 2021                  | Revoga a Lei nº 4.822, de 27 de abril de 2012, que dispõe sobre a colocação de avisos nos estabelecimentos comerciais que utilizam forno de micro-ondas. | Revogou a lei que obrigava a instalação de placa na parede estabelecimento comercial sobre o uso de micro-ondas.                                               |
| Lei Nº 6.855, de 19 de maio de 2021                   | Revoga a Lei nº 1.877, de 22 de janeiro de 1998, que dispõe sobre a obrigatoriedade de tradução da denominação de firmas comerciais e afins registradas no Distrito Federal com vocábulos estrangeiros. | Revogou a obrigatoriedade de tradução, para o português, de nome de firma registrado em idioma estrangeiro.                                                    |
| Lei Nº 6.681, de 24 de setembro de 2020               | Revoga a Lei nº 2.812, de 30 de outubro de 2001, que obriga os restaurantes self-services e estabelecimentos afins a fixarem a quantidade média de calorias das porções dos alimentos. | Revogou a obrigatoriedade de os restaurantes e lanchonetes informarem o número de calorias de cada prato.                                                      |
| Lei Nº 6.675, de 21 de setembro de 2020               | Altera a Lei nº 5.547, de 6 de outubro de 2015, que dispõe sobre as autorizações tácitas para localização e funcionamento de atividades econômicas e auxiliares e dá outras providências. | Garante o reconhecimento automático do pedido de funcionamento de novos negócios de baixo risco, caso o governo descumpra os prazos.                           |
| Lei Nº 6.653, de 17 de agosto de 2020                 | Autoriza a criação de Zonas de Desenvolvimento de Inovação e Tecnologia e dispõe sobre a liberdade de testes de inovação no Distrito Federal. | Reserva espaços geográficos nos quais poderão ser suspensas restrições impostas para o desenvolvimento de novos produtos tecnológicos. (Sandbox)               |
| Lei Nº 6.507, de 19 de fevereiro de 2020              | Institui instrumentos e procedimentos para formalização de parcerias entre o Distrito Federal e as entidades privadas de inovação tecnológica. | Autoriza o GDF a lancar licitação na modalidade de contratação de solução que envolva nova tecnologia. Conhecida como “encomenda tecnológica”.                 |
| Lei Nº 6.483, de 14 de janeiro de 2020                | Revoga a Lei nº 6.148, de 25 de junho de 2018, que obriga a comercialização de preservativos em estabelecimentos como bares, restaurantes, boates, casas de show e similares. | Revogou a obrigatoriedade de bares e restaurantes de exporem preservativos e de venderem-nos.                                                                  |
| Lei Nº 6.406, de 30 de outubro de 2019                | Inclui, no calendário oficial de eventos do Distrito Federal, o evento Campus Party. | Coloca o evento do Campus Party no calendário oficial do DF.                                                                                                   |
| Lei Nº 6.357, de 7 de agosto de 2019                  | Institui a Semana Distrital de Promoção ao Empreendedorismo. | Altera o calendário de eventos do DF. |

| MOBILIDADE URBANA, APLICATIVOS DE DESLOCAMENTOS E TRANSPORTE ESCOLAR | | |
| Lei Nº 7.207, de 26 de dezembro de 2022                              | Altera a Lei nº 6.353, de 7 de agosto de 2019, que autoriza o transporte de animais domésticos no serviço de transporte coletivo de passageiros do Distrito Federal. | Passou a autorizar o uso de transporte coletivo por pets acompanhados de seus tutores. Antes, era necessário transportar bichinhos dentro de caixas. Agora, somente na guia.                             |
| Lei Nº 6.866, de 21 de junho de 2021                                 | Dispõe sobre a concessão de auxílio financeiro aos proprietários de veículos destinados ao transporte de turismo, em razão do enfrentamento da emergência de saúde pública de importância internacional decorrente da pandemia de Covid-19.                                                                               | Estabeleceu o auxílio financeiro temporário aos motoristas de transporte de turismo que ficaram impedidos de trabalhar durante o período da pandemia. A lei foi feita em parceria com o Poder Executivo. |
| Lei Nº 6.714, de 10 de novembro de 2020                              | Revoga o art. 9º, § 2º, da Lei nº 5.691, de 2 de agosto de 2016, que dispõe sobre a regulamentação da prestação do Serviço de Transporte Individual Privado de Passageiros Baseado em Tecnologia de Comunicação em Rede no Distrito Federal e dá outras providências, acrescido pela Lei nº 6.582, de 20 de maio de 2020. | Revoga a proibição do pagamento de corridas em dinheiro para o transporte individual de passageiros. |

| PRIMEIRA INFÂNCIA, FAMÍLIA, MULHERES E PETS | | |
| Lei Nº 7.051, de 3 de janeiro de 2022       | Altera a Lei nº 6.569, de 5 de maio de 2020, que institui a Política de Atenção Integral à Saúde da Mulher - PAISM no Distrito Federal e dá outras providências. | Inclui os coletores mentruais entre as opções disponíveis para distribuição a mulheres de baixa renda.                                                 |
| Lei Nº 7.003, de 13 de dezembro de 2021     | Institui o Programa Mamãe na Escola. | Estabelece a meta de criação de espaços, em ambientes escolares, destinados a amamentação de bebês filhos de alunas adolescentes da rede.              |
| Lei Nº 6.928, de 2 de agosto de 2021        | Institui o Programa de Acolhimento de Vítimas, Análise e Resolução de Conflitos - Avarc, que versa sobre estratégias preventivas à vitimização e sobre grupos de práticas restaurativas e dá outras providências.                                                                 | Estabelece estratégias para acolher as vítimas de violência doméstica, ao mesmo tempo que promove a solução pacífica de conflitos.                     |
| Lei Nº 6.895, de 14 de julho de 2021        | Altera a Lei nº 4.190, de 6 de agosto de 2008, que assegura a todas as crianças nascidas nos hospitais e demais estabelecimentos de atenção à saúde de gestantes da rede pública de saúde do Distrito Federal o direito ao teste de triagem neonatal, na sua modalidade ampliada. | Criou a obrigatoriedade de realização de teste para detectar, em recém-nascidos na rede pública de saúde do DF, a atrofia muscular espinhal – AME.     |
| Lei Nº 6.794, de 25 de janeiro de 2021      | Institui a política de acolhimento em família acolhedora de crianças e adolescentes afastados do convívio familiar por decisão judicial e dá outras providências. | Criuou o programa Família Acolhedora, estabelecendo prioridades de atendimento no serviço público às famílias que fizerem parte.                       |
| Lei Nº 6.731, de 24 de novembro de 2020     | Altera a Lei nº 4.349, de 26 de junho de 2009, que institui a Política de Prevenção e Atendimento à Gravidez na Adolescência no âmbito do Distrito Federal. | Criou a semana de prevenção da gravidez na adolescência, a ser realizada na primeira semana de fevereiro. Incluiu no calendário oficial de eventos DF. |
| Lei Nº 6.631, de 16 de julho de 2020        | Inclui, no calendário oficial de eventos do Distrito Federal, o evento Caminho das Flores. | Reconheceu o evento que trabalha o combate à violência doméstica no DF.                                                                                |
| Lei Nº 6.303, de 16 de maio de 2019         | Dispõe sobre aplicação de multa administrativa ao agressor das vítimas de violência doméstica definidas na Lei federal nº 11.340, de 7 de agosto de 2006. | Criou a obrigação de pagamento de multa administrativa aos agressores de mulheres no DF.                                                               |
| Lei Nº 6.297, de 3 de maio de 2019          | Altera a Lei nº 6.266, de 29 de janeiro de 2019, que dispõe sobre a obrigatoriedade de os estabelecimentos comerciais utilizarem canudo e copo fabricados com produtos biodegradáveis na forma que menciona.                                                                      | Aumentou o prazo para substituição de copos e de canudos de plásticos por produtos biodegradáveis.                                                     |
| Lei Nº 6.325, de 10 de julho de 2019        | Institui a Semana Maria da Penha nas Escolas, a ser realizada anualmente no mês de novembro em todo o Distrito Federal. | Cria semana de conscientização de combate a violência contra a mulher no DF.                                                                           |

| EDUCAÇÃO                                                | | |
| Emenda à Lei Orgânica Nº 126, de 25 de novembro de 2021 | Altera a redação do art. 235, § 1º, da Lei Orgânica do Distrito Federal, a fim de assegurar a língua espanhola como disciplina obrigatória para os alunos do ensino médio na rede pública.       | Tornou o ensino da Língua Espanhola obrigatório na rede pública do DF.                                 |
| Lei Nº 6.759, de 16 de dezembro de 2020                 | Institui a educação domiciliar no Distrito Federal e dá outras providências. | Regulamentou a prática do ensino domiciliar no DF.                                                     |
| Lei Nº 6.579, de 20 de maio de 2020                     | Dispõe sobre Programa de Renda Temporária para os Educadores Sociais Voluntários durante a vigência do estado de calamidade pública decretado no Distrito Federal devido à pandemia da Covid-19. | Criou a concessão de auxilio financeiros aos educadores sociais voluntários da rede pública de ensino. |

| ZELADORIA PÚBLICA                    | |
| Lei Nº 6.911, de 21 de julho de 2021 | Estabelece a política de combate a edifícios abandonados que causem degradação urbana e dá outras providências. |

| ADMINISTRAÇÃO INTERNA CÂMARA LEGISLATIVA |                                                                                       |
| Resolução Nº 311, de 9 de julho de 2019  | Denomina a Sala de Reuniões das Comissões nº 1 de Sala de Reuniões Deputado Juarezão. |
| Resolução Nº 310, de 9 de julho de 2019  | Altera o art. 98-B do Regimento Interno da Câmara Legislativa do Distrito Federal.    |